# Мария Спасова
Мария Георгиева Спасова е български учен химик.

## Биография
Родена е на 11 април 1979 г. През 1997 г. завършва 73 средно училище „Владислав Граматик“ в София. След това, до 2002 г. учи в Техническия университет в София. От 2003 до 2006 г. е докторант в Института по полимери при Българска академия на науките. Темата на нейната дисертация е „Нови микро- и нановлакнести материали, получени чрез електроовлакняване на разтвори на: хитозан/полиетиленоксид, поли(L-лактид)/полиетиленгликол и полиетиленоксид/Ti(IV)изопропоксид“. През 2008 – 2009 г. специализира в Лабораторията за полимерни и композитни материали в Университет Монс-Ено в Белгия. От 2008 г. е асистент и главен асистент в Лаборатория Биологично активни полимери в Института по полимери при Българска академия на науките.
Работи в областта на синтеза и охарактеризиране на полимери, получаване и охарактеризиране на влакнести полимерни и хибридни материали за биомедицински приложения, електроовлакняване и електроразпръскване на полимери.

## Научни награди
- Първа награда за най-добър постер, 9th National Workshop Nanoscience&Nanotechnology, София, България (2007)
- Първа награда в националния конкурс „Изявен млад учен в областта на полимерите“ на „Проф. Иван Шопов“, Съюз на химиците в България (2008)
- Грамота, отличаваща дисертацията на д-р Мария Спасова като една от шестте най-добри дисертации за периода 2007 – 2008 г. в международния конкурс Quadrant Award Event 2009 на Швейцарския технически университет (2009)
- Награда на БАН за млад учен „проф. Марин Дринов“ в направление Химически науки (2011)
- Член на колектив, получил наградата за високи научни постижения в направление „Нанонауки, нови материали и технологии“ в Конкурса за високи научни постижения на учени и колективи от БАН, посветен на 145-годишния юбилей на Академията през 2014 г.; ръководител на колектива чл.-кор. дхн Илия Рашков (2014)
- Награда за най-добър доклад в Седмата научна сесия „Младите учени в света на полимерите“, ИП-БАН (2016)[1]
- Получава признание и отличие от Международния съюз по чиста и приложна химия (IUPAC) в областта на химическите науки, като представлява химическия елемент антимон (Sb) и е включена под номер 51 в периодичната система за млади химици по случай 2019 г. – Международна година на периодичната система и по случай отбелязването на 100-годишнината на Международния съюз по чиста и приложна химия.[2][3]